# 馬良廟
24°40′37″N 121°49′55″E / 24.676908°N 121.832050°E
馬良廟，是位於臺灣宜蘭縣五結鄉季新村加禮宛地區的噶瑪蘭族祖靈廟。

## 歷史沿革

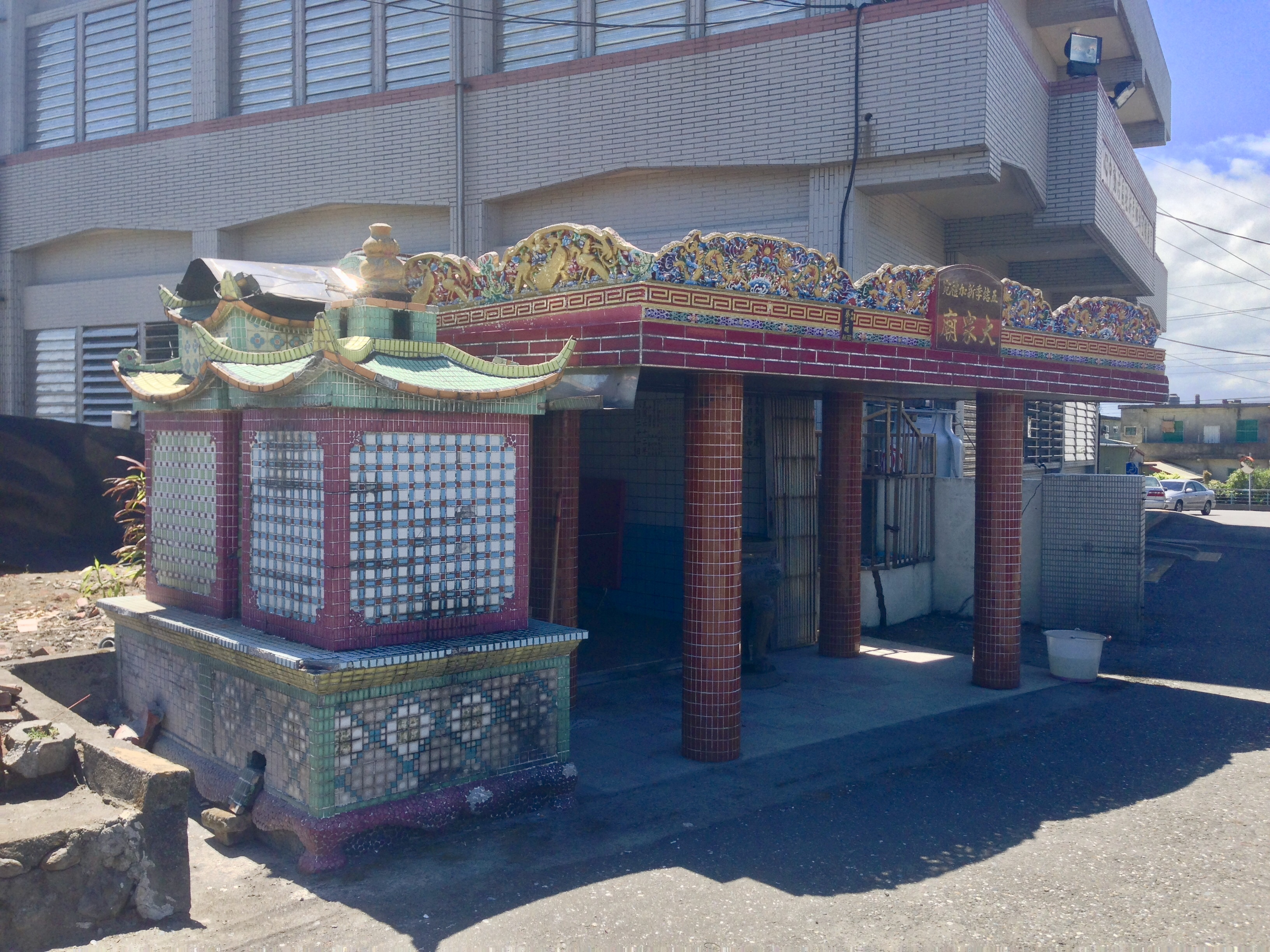
廟位在季新社區活動中心旁。

五結鄉季新村由加禮宛、流流社、清水、佛祖廟、社尾、新店、過溝這七聚落組成，其中加禮宛和流流社屬於噶瑪蘭族的聚落，但1995年報導時該地只剩不到十戶的原住民，多數已遷到花東地區。 
噶瑪蘭族習俗會將先人的骨骸埋於家屋旁，當地多數以屈身葬方式埋在現在的季新活動中心附近。據居民偕水源表示，1960年代，季新村興建社區活動中心時，挖出一大批骨骸，本來村人希望安於公墓區的大眾廟，但後來信徒在緊臨季新活動中心的季新開山廟國姓爺神像前擲筊，當時乩童表示骨骸應另建廟安置，並指此廟要叫做「馬良廟」。該廟名被誤會是三國時代將領馬良，而依噶瑪蘭語原音應是「MaIin」，意思是亡靈、祖靈。
後來，廟前放置天公爐，但信徒認為廟內所供奉被稱為「馬良爺」的神像位階，尚未能達到放置天公爐的地位，故請鄉長沈德茂在1996年12月21日為神像加冠，代表晉升。
在2005年報導時，階水源表示最近參加全台廟宇會議時，會中有噶瑪蘭族人向他建議，應將馬良廟以噶瑪蘭特色來設計並擴建，當年11月22日台東鄉親的尋根之旅中，族人潘嫦娥等人亦再向他提議擴建馬良廟之事。

## 祭祀活動

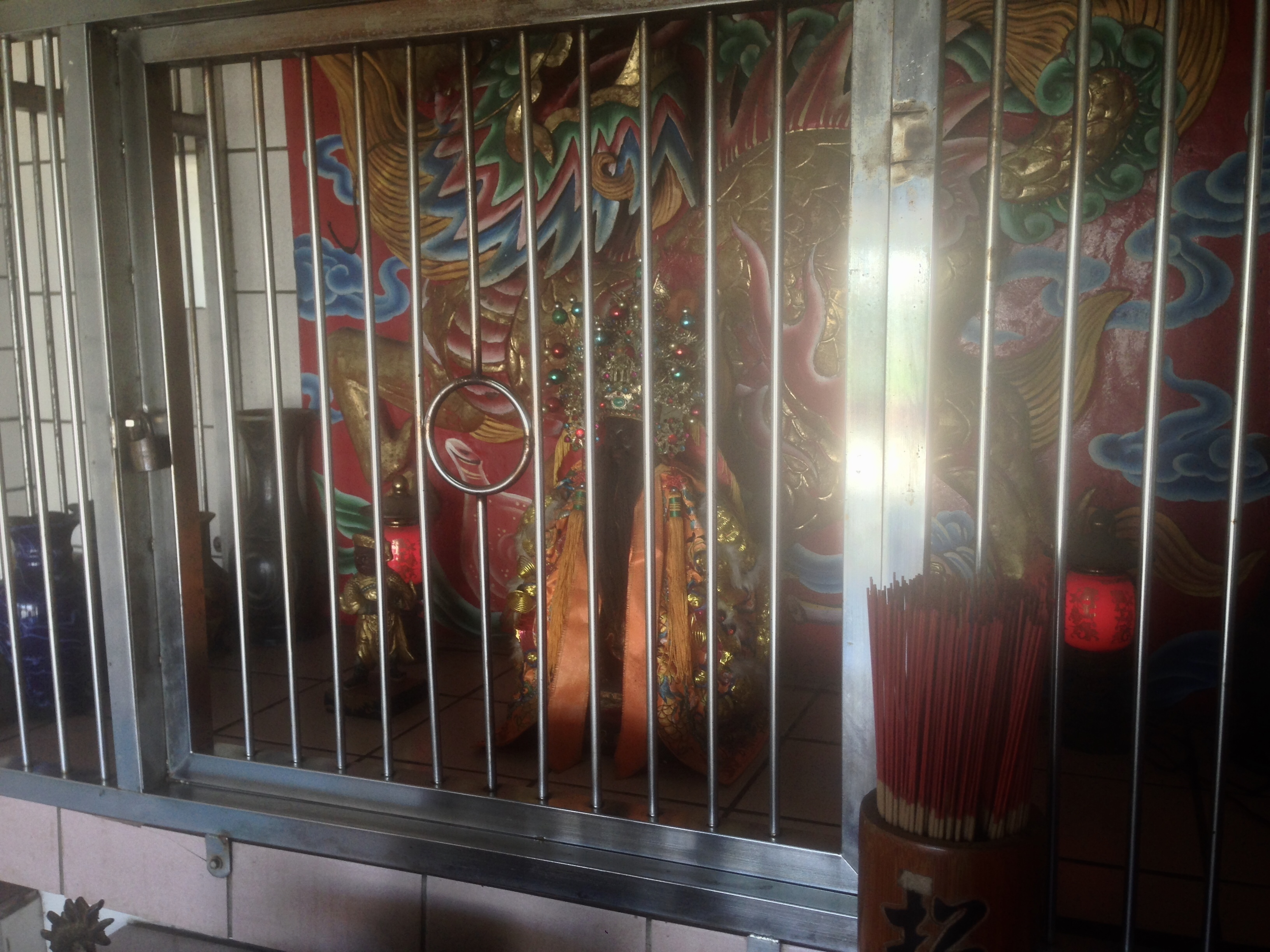
神像

季新開山廟乩童表示馬良公的誕辰為農曆的十月廿一，因此當地民眾每年此日都到此處祭拜。當地魚塭業者、加禮宛社的偕萬春曾對田野調查的劉還月稱讚這廟很靈感，連「Wushusi」（漢人）都會來拜。
1991年秋，宜蘭縣政府為紀念開蘭195週年，舉辦一系列紀念噶瑪蘭族的活動，特別邀請花東地區的噶瑪蘭族後裔，回到先祖之地尋根。花蓮縣豐濱鄉新社村與臺東縣長濱鄉樟原村的噶瑪蘭族，受到返鄉尋根風潮的影響，自2000年代初開始，在馬良公誕辰都會來加禮宛的此廟祭拜。 祭祀當日，族人會準備「利戛伊」（鰻魚乾）、「那娃開馬烏」（水尖魚乾）、「達尼」（紅刺蔥）等噶瑪蘭傳統祭品。階水源則會準備像是炒米粉及雞湯，歡迎遠來的族親。他們會圍繞祭桌跳著噶瑪蘭舞，唱起像是《斯固來也歐》（噶瑪蘭鄉親要合作）、《艾達固發南恩》（我是噶瑪蘭）以及《瑪桑拉母拉發給》（尋根）等噶瑪蘭歌謠。
隨著遷移他鄉的噶瑪蘭族人的凋零，返鄉交流中斷。2016年8月30日，議員黃適超走訪此廟，希望縣府編列經費，安排外地的族人定期返鄉，以傳承瀕臨失傳的文化習俗。